# Khidima
Khidima (nep. खिदिमा) – gaun wikas samiti we wschodniej części Nepalu w strefie Sagarmatha w dystrykcie Khotang. Według nepalskiego spisu powszechnego z 2001 roku liczył on 425 gospodarstw domowych i 2456 mieszkańców (1212 kobiet i 1244 mężczyzn).